# Annisis
Annisis is een geslacht van neteldieren uit de klasse van de Anthozoa (bloemdieren).

## Soort
- Annisis sprightly Alderslade, 1998